# Mario Cingolani
Mario Cingolani (Roma, 2 agosto 1883 – Roma, 8 aprile 1971) è stato un politico italiano.

## Biografia
Si laureò in chimica all'Università di Roma.
Fu deputato nella XXVI (1921 - 1924) e nella XXVII legislatura del Regno d'Italia. Nel 1926 fu dichiarato decaduto dal mandato.
Nel 1944 fece parte dell'Alto Commissariato per la punizione dei delitti e degli illeciti del fascismo, nella Sezione per l'avocazione dei profitti di regime.
Nel 1948 fu nominato senatore di diritto, sulla base dell'art. III delle Disposizioni transitorie e finali della Costituzione.
La Commissione d'inchiesta parlamentare del 1961-1962, nata per accertare eventuali irregolarità nei lavori dell'Aeroporto di Fiumicino, e presieduta da Aldo Bozzi, censurò l'operato di Cingolani e Giulio Andreotti.
Il figlio Mino Cingolani fu segretario particolare di Alcide De Gasperi dal 1945 sino alla sua morte.

## Incarichi di governo
- Sottosegretario al lavoro del Governo Facta I (1922)
- Sottosegretario al lavoro del Governo Facta II (1922)
- Ministro dell'aeronautica del Governo De Gasperi II (1946 - 1947)
- Ministro della difesa del Governo De Gasperi IV (1947)

## Incarichi parlamentari

### Assemblea costituente
- Componente della Giunta per il regolamento interno
- Componente della Giunta per le elezioni